# Trevelin
Trevelin est une ville de la province de Chubut, en Argentine. Elle est située en Patagonie, à 516 km à l'ouest de Rawson, la capitale de la province, dans le département de Futaleufú. Sa population s'élevait à 4 856 habitants en 2001.

## Histoire
Son nom est d'origine galloise (en langue Cymraeg ou galloise cela signifie : village ou maison du moulin (tre = village, melin = moulin). Ce fut en effet le noyau de la colonie argentine d'origine galloise. La ville s'appela d'abord Valle 16 de Octubre (fondée officiellement en ce jour de 1888. Les colons gallois l'appelèrent d'abord "Cwm Hyfryd" ou Jolie vallée. En 1889 un certain Juan Evans inaugura le premier moulin à blé -le Molino Los Andes-, moulin dont dérive le nom actuel de la ville.
En 1902, le Chili disputait à l'Argentine ces territoires. La population d'origine galloise, en très grande majorité, plébiscita son intégration à l'Argentine.

## Population
La ville comptait 4 856 habitants en 2001, ce qui représentait une hausse de 26,9 % vis-à-vis des 3 828 de 1991. C'est la 8e agglomération de la province.

## Description
Trevelin est facilement accessible depuis sa voisine Esquel et est située dans un entourage
touristique naturel sur les rives du río Percey. La zone correspond à la cordillère des Patagonides, alignement orographique quasi parallèle à la Cordillère des Andes qui elle se trouve à quelques dizaines de km à l'ouest. La chaîne des Patagonides constitue la limite
orientale du territoire appelé par les Tehuelches ou Aonikenks (les Patagons) méridionaux: "Chulilaw", ce qui fut traduit par les espagnols "Pays des Fraises".
Trevelin se situe à la limite entre la région humide de la Patagonie et sa région sèche, d'où le paysage est très varié : des pâtures et des prés à l'est, un parc de transition dans lequel l'arbre dominant est le maytenus boaria ou maitén. À l'ouest, sur les contreforts des Andes on trouve des forêts et des bois de climat frais, peuplés de nothofagus alpina ou raulís, de nothofagus pumilio ou lengas, de nothofagus dombeyi ou coihues, de nothofagus antarctica ou ñirés, d'austrocedrus chilensis ou lipaín ou cyprès de Patagonie, de gigantesques fitzroya ou lahuans ou cèdres de Patagonie et d'abondants sous-bois avec des fraises, de la salsepareille, du berbéris à feuilles de buis ou calafate, et des champignons, entre autres.
Dans les environs de Trevelin se trouve la limite sud-est du très beau Parc national Los Alerces avec sa flore typique et ses lacs aux eaux pures.

## Climat
La température moyenne annuelle est de 10 °C à 5 °C. Les neiges sont abondantes en hiver.